# Casla (Spanyolország)
Casla egy község Spanyolországban, Segovia tartományban. Casla Prádena, Ventosilla y Tejadilla, Santa Marta del Cerro, Santo Tomé del Puerto és Robregordo községekkel határos. Lakosainak száma 155 fő (2024).

## Népesség
A település népessége az elmúlt években az alábbi módon változott:
| Lakosok száma | 152  | 167  | 158  | 165  | 171  | 167  | 163  | 165  | 160  | 155  |
|               | 2001 | 2004 | 2007 | 2009 | 2012 | 2014 | 2017 | 2019 | 2022 | 2024 |